# روبر لاكوست
روبرت لاكوست (بالفرنسية: Robert Lacoste) نقابي ورجل سياسي فرنسي ولد في 5 جويلية 1898 بأزورا، دوردونيي وتوفي سنة 8 مارس 1989 في بيريجو، شغل منصب نائب في مجلس دوردوني من 1945 حتى 1958 ثم من 1962 حتى 1967، وسيناتور في نفس الإقليم من 1971 إلى 1980 لكنه معروف خاصة بكونه الحاكم العام للجزائر في حكومـات غي مولي، موريس بورجيس مونوري وفيلكس غايارا من فيفري 1956 حتى ماي 1958.

## سيرته

### تكوينه وبدايته
درس لاكوست الحقوق في جامعة باريس وبعدها اشتغل موظفا مسؤولا عن المالية في اتحاد العمال العام وناشطا نقابيا بها.

## الثورة الجزائرية
بعد زيارة غي مولي للجزائر واستقباله من طرف المستوطنيين برشق الطماطم أو ما يعرف «بيوم الطماطم»، استخلف لاكوست في مكان الجنرال كارتو في فيفري 1956 وأصبح الوزير المقيم والحاكم العام للجزائر وحافظ على منصبه كرئيس لوزارة الجزائر حتى أزمة مايو 1958 ، وهو من المؤيدين لفكرة الجزائر الفرنسية وبقاء الجزائر في الجمهورية الفرنسية وكـان أحد أعمدة القمع الفرنسية أثنـاء ثورة التحرير الجزائرية ولم يتردد في الدفاع عن استخدام التعذيب من قبل الجيش الفرنسي والشرطة وقد صرح قـائلا: «إنهم مسؤولون على عودة الإرهاب الذي تسبب في هذه الأيام الأخيرة بمقتل عشرين وجرح خمسين في الجزائر العاصمة، الذين يتباهون بتحكيم القلب والذكاء ويقومون بحملة ضد ستخدام التعذيب، أتعهدهم بأننـا سنمقتهم».
وفي شهادة له أثناء الدفاع عن الجنرال سالان في محاكمته سنة 19 ماي 1962 قال بخصوص مناصري جبهة التحرير وإتفاقيات إيفيان: «لدي الحق أن أقول أن هذا الاشمئزاز الذي يتملكني اليوم سببه أن أولئك الذين قتلوا النساء والأطفال في ساحات المقاهي وفي محطات الحافلات ومخارج المدارس والملاعب والحفلات، تـم العفو عنهم».

## مناصب حكومية شغلها
- كاتب عام ووزير الإنتاج الصناعي بحكومة شارل ديغول الأولى (26 أوت 1944 - 21 نوفمبر 1945)
- وزير الإنتاج الصناعي في حكومة ليون بلوم الثالثة (16 ديسمبر1944 - 22 جانفي 1947)
- وزير الإنتاج الصناعي في حكومة بول رماديي الأولى (22 جانفي - 11 أوت 1947)
- وزير العمل والأمن الاجتماعي (بالنيابة) في حكومة بول رماديي 1 (4 - 9 ماي 1947)
- وزير الصناعة والتجارة في حكومات بول رماديي الأولى والثانية، روبرت شامان الأولى والثانية، أندري ماري، هنري كاي الأولى، جورج بيدول الثانية (11 أوت 1947 - 7 فيفري 1950)
- وزير التجارة المالية والاقتصادية في حكومة غي مولي (1 - 9 فيفري 1956)
- وزير الجزائر (الحاكم العام للجزائر) في حكومـات غي مولي، موريس بورجيس مونوري، فيلكس غايارا (9 فيفري 1956 - 14 ماي 1958)

## روابط خارجية
- روبر لاكوست على موقع مونزينجر (الألمانية)